# هيلين فريمان
هيلين فريمان (بالإنجليزية: Helen Freeman Corle)‏ هي ممثلة أمريكية، ولدت في 3 أغسطس 1886 في الولايات المتحدة، وتوفيت في 25 ديسمبر 1960 بلوس أنجلوس في الولايات المتحدة.

## أعمال

### أفلام
- (1933) تمسكي بعشيقك
- (1935) آنا كارنينا
- (1935) أخر أيام بومبي

## وصلات خارجية
- هيلين فريمان على موقع IMDb (الإنجليزية)
- هيلين فريمان على موقع قاعدة بيانات برودواي على الإنترنت (الإنجليزية)
- هيلين فريمان على موقع قاعدة بيانات الفيلم (الإنجليزية)